# David Murdoch
Pour les articles homonymes, voir Murdoch.
David Murdoch est un curleur britannique né le 17 avril 1978 à Dumfries, en Écosse. Il remporte la médaille d'argent du tournoi masculin aux Jeux olympiques d'hiver de 2014 à Sotchi, en Russie.